# Amlikon-Bissegg
Amlikon-Bissegg é uma comuna da Suíça, no Cantão Turgóvia, com cerca de 1.204 habitantes. Estende-se por uma área de 14,21 km², de densidade populacional de 85 hab/km². Confina com as seguintes comunas: Affeltrangen, Bussnang, Hüttlingen, Märstetten, Müllheim, Thundorf, Weinfelden, Wigoltingen.
A língua oficial nesta comuna é o Alemão.